# Miroslav Knapek
Miroslav Knapek, né le 3 mars 1955 à Brno, est un rameur tchèque.

## Biographie
Miroslav Knapek remporte son seul titre international aux Championnats du monde junior d'aviron de 1972 à Milan en quatre avec barreur. Il participe à deux reprises aux épreuves d'aviron aux Jeux olympiques. Aux Jeux olympiques d'été de 1976 à Montréal, il termine sixième en deux avec barreur avec Vojtěch Caska tandis qu'en 1980 à Moscou, il est cinquième avec Miroslav Vraštil.
Il est le père de la rameuse Miroslava Knapková.